# جائحة فيروس كورونا في السلفادور
تعد جائحة كوفيد-19 في السلفادور جزءًا من جائحة مرض فيروس كورونا 2019 العالمية (كوفيد-19) الناتجة عن فيروس كورونا المرتبط بالمتلازمة التنفسية الحادة الشديدة النوع 2 (سارس-كوف 2). تأكد وصول الفيروس إلى السلفادور في 18 مارس 2020. حتى 8 يوليو 2020، أبلغت السلفادور عن 8844 حالة إصابة، و243 حالة وفاة و5289 حالة تعافي. منذ هذا التاريخ، اعتقلت السلفادور 2424 شخصًا في المجمل لمخالفتهم أوامر الحجر الصحي، وأجريت اختبارات لـ 184,831 شخصًا للكشف عن الفيروس. في 31 مارس 2020، أُكدَّت الوفاة الأولى بسبب كوفيد-19 في السلفادور.

## خلفية
في 12 يناير 2020، أكدت منظمة الصحة العالمية أن فيروسًا تاجيًا جديدًا تسبب في مرض تنفسي لدى مجموعة من الناس في مدينة ووهان، مقاطعة هوبي، الصين، وكان قد أُبلغ عن هذا المرض إلى منظمة الصحة العالمية في 31 ديسمبر 2019.
كانت نسبة الإماتة في حالات كوفيد-19 أقل بكثير من المتلازمة التنفسية الحادة الوخيمة لعام 2003، لكن انتقال العدوى كان أكبر بكثير، مع إجمالي عدد وفيات أكبر.

## الخط الزمني

### مارس 2020
في 6 مارس، أعلنت حكومة السلفادور حالة التأهب البدئية (الصفراء) في البلاد بعد عدة ساعات من إبلاغ كوستاريكا عن أول حالة مؤكدة لديها.
في 11 مارس، بعد أن صنفت منظمة الصحة العالمية كوفيد-19 كجائحة، أعلن الرئيس نجيب أبو كيلة تعليق جميع الأنشطة التعليمية في المدارس العامة والخاصة في جميع أنحاء البلاد لمدة 21 يومًا، تلاها التماس الجمعية التشريعية لتعلن حالة الطوارئ وحالة الاستثناء، على الرغم من عدم وجود أي حالات مؤكدة لكوفيد-19. اعتبر رئيس مكتب محاماة الدفاع عن حقوق الإنسان في السلفادور، أبولونيو توبار، الإجراءات التي اتخذتها الحكومة «مرتجلة». في 13 مارس، أعلن أبو كيلة مرحلة التأهب الطارئة (الحمراء) في البلاد. في ليلة 14 مارس، جرت الموافقة على المرسومين، وأُعلنت حالة الطوارئ لمدة 30 يومًا وحالة الاستثناء لمدة 15 يومًا، مصحوبين بحظر حركة الأشخاص.
في 16 مارس، نشأ نزاع دبلوماسي بين السلفادور والمكسيك حين اتهم الرئيس أبو كيلة الحكومة المكسيكية بـ «كونها غير مسؤولة» بسبب سماحها لعشرات الأشخاص المصابين بكوفيد-19 بالصعود على متن طائرة متجهة إلى مطار السلفادور الدولي. قال وزير الخارجية المكسيكي مارسيلو إبرارد: «أُلغيت جميع الرحلات الجوية إلى السلفادور، بما في ذلك الرحلة التي ذكرها الرئيس أبو كيلة». علاوة على ذلك، نفى نائب وزير الصحة المكسيكي هوغو لوبيز جاتيل راميريز هذه التهمة، وأعلن أن الاختبارات أظهرت أن الأفراد المعنيين كانوا غير مصابين بالفيروس.
منع الرئيس نجيب أبو كيلة التجمع العام لأكثر من 500 شخص، ومنع قدوم معظم المسافرين الدوليين وأغلق المؤسسات التعليمية في 17 مارس. وضع طبيبٌ مختص في الأمراض المعدية قيد التحقيق بعد أن تجنب الحجر الصحي عقب عودته من رحلة إلى ألمانيا.
في 18 مارس، أعلن الرئيس أبو كيلة عن أول حالة مؤكدة لكوفيد-19 في السلفادور، والتي كُشف عنها في مستشفى «أرتورو موراليس» الوطني العام، في ميتابان. سُجلت الحالة لدى ذكر، ووفقًا للإدارة العامة للهجرة والأجانب فقد كان المصاب في إيطاليا، ويُفترض أنه أُصيب هناك. أُكدت حالتان أخريان في 20 مارس.
في 21 مارس، أعلنت السلفادور فرض حظر تجول لمدة 30 يومًا استجابة لأزمة فيروس كورونا.
أنشأت الحكومة موقعًا على الويب في 27 مارس لتقديم الاستشارة للناس بشأن المساعدة الحكومية، لكنه توقف عن العمل في نهاية الأسبوع من 28 إلى 29 مارس.
في 29 مارس، وافقت الجمعية التشريعية على مرسوم جديد يتيح تمديد نظام الاستثناء لمدة 15 يومًا أخرى.
في 30 مارس، تحدى مئات المواطنين القيود وخرجوا إلى الشوارع للمطالبة بالمساعدة الموعودة.
في 31 مارس، أُكدت الوفاة الأولى بسبب كوفيد-19 في السلفادور، كانت الحالة امرأة فوق سن 60 عامًا وصلت من الولايات المتحدة في 12 مارس وصُنفت حالتها ضمن الحالات الحرجة.

### أبريل 2020
في الأول من أبريل، أنشأت الحكومة 96 مركزًا (مرفقًا) للحجر الصحي، وحجرت داخلها 4276 شخصًا، وفقًا للموقع الرسمي. علاوة على ذلك، أُكدت حالة الوفاة الثانية لدى رجل يبلغ من العمر 89 عامًا من سان فرانسيسكو غوتيرا، والذي ظهرت نتائج اختباره سلبية في المرة الأولى، ولكن تبين أن النتيجة إيجابية في اختبار آخر أُجري في 31 مارس.
في 2 أبريل، أُكدت 5 حالات أخرى، ووصل مجموع الحالات في البلاد إلى 46 حالة.
في 3 أبريل، أكدت الحكومة حالة الوفاة الثالثة لدى رجل يبلغ من العمر 60 عامًا، عاد من الولايات المتحدة في 14 مارس، وأظهر أعراض كوفيد-19 وتبين أنه حامل للفيروس في 30 مارس.
في 4 أبريل، أبلغت الحكومة عن شفاء أول مريضين. أحدهما رجل يبلغ من العمر 37 عامًا وصل من إيطاليا والآخر يبلغ 46 عامًا وصل من إسبانيا.
في 6 أبريل، أعلن الرئيس أبو كيلة أن الحجر الصحي المنزلي الإلزامي سوف يُمدد 15 يومًا إضافيًا بدءًا من 20 أبريل، ذلك أن فترة الحجر الصحي كان من المفترض أن تنتهي في 19 أبريل. قال الرئيس أبو كيلة إنه أمر الشرطة بأن تكون «أكثر صرامة» لضمان نجاح الإجراءات التي اتخذتها الحكومة. أعلنت الحكومة أيضًا أنها سجلت حتى ذلك اليوم 78 حالة إصابة بكوفيد-19، وأبلغت عن حالة وفاة أخرى وثلاث حالات تعافي. بعد ذلك، أبلغت الحكومة عن حالة الوفاة الرابعة لدى رجل يبلغ من العمر 41 عامًا وصل من غواتيمالا في 15 مارس.
في 7 أبريل، أُكدت حالة الوفاة الخامسة لدى جراح ذكر يبلغ من العمر 69 عامًا وصل إلى البلاد من كندا.
في 9 أبريل، أبلغت الحكومة عن حالة الوفاة السادسة.
في 11 أبريل، افتتحت الحكومة مستشفيين: الأول في جيغيليسكو والثاني في تيكولوكا، بهدف تخصيصها لقرابة 500 مصاب بكوفيد-19.
في 15 أبريل، أعلن صندوق النقد الدولي عن الموافقة على إعطاء 389 مليون دولار للسلفادور، بهدف تدعيم الأماكن الأكثر تضررا في البلاد.
في 16 أبريل، قضت المحكمة العليا في السلفادور أن الحكومة لا تستطيع مصادرة المركبات أو الممتلكات أو اعتقال الأشخاص بحجة عدم امتثالهم لأمر الحجر الصحي دون موافقة الكونغرس على الإجراءات. صرح أبو كيلة عن نواياه بتحدي الحكم. كان قد قُبض بالفعل على أكثر من 2000 شخص بسبب انتهاكاتهم لقيود الحجر الصحي. أبلغت الحكومة أيضًا عن حالة الوفاة السابعة لدى طفل عمره 4 سنوات توفي في مستشفى بلوم.
في 22 أبريل، أكدت الحكومة حالة الوفاة الثامنة، وكانت لدى رجل يبلغ من العمر 62 عامًا قَدِم من الولايات المتحدة.
بعد اندلاع أعمال عنف للعصابات المزعومة في أواخر أبريل، والتي أدت إلى مقتل 77 شخصًا، فرض الرئيس أبو كيلة الإغلاق الشامل على السجون التي تضم أعضاء العصابات في 26 أبريل. في ظل قمع الحكومة، سُجن أعضاء العصابات في زنزانات مزدحمة لمدة 23 ساعة في اليوم. وحُصنت الزنزانات بالأبلكاش وألواح الحديد. حُجبت إشارات الهاتف الجوال والواي-فاي، وخُلط أفراد العصابات المتنافسة معًا. انتقدت هيومن رايتس ووتش معاملة السجناء واعتبرتها مهينة ومذلة وتعرض صحتهم للخطر في خضم وباء فيروس كورونا.
في 27 أبريل، أُكدت حالة الوفاة التاسعة لدى رجل يبلغ من العمر 48 عامًا كان يعاني من فشل كلوي.
في 30 أبريل، أبلغت وزارة الصحة عن حالة الوفاة العاشرة بسبب كوفيد-19 لدى رجل يبلغ من العمر 56 عامًا أصيب بالعدوى محليًا.

### مايو 2020
تعرضت «مراكز الاحتواء» التابعة للرئيس نجيب أبو كيلة، والتي وُضع فيها آلاف السلفادوريين لأكثر من شهر دون مراجعة قضائية، لانتقادات من المدافعين عن حقوق الإنسان. أبلغت الحكومة عن 1265 إصابة و26 حالة وفاة بسبب وباء كوفيد-19 حتى 17 مايو.

### يونيو 2020
في 22 يونيو، افتتح الرئيس أبو كيلة المرحلة الأولى لبناء مستشفى السلفادور، الذي بني كتحول دائم من المركز الدولي للمعارض والمؤتمرات السابق في سان سلفادور. تعد أكبر مستشفى في أمريكا اللاتينية ومصممة حصريًا لعلاج مرضى كوفيد-19 بسعة 1000 سرير في وحدة العناية المركزة عند البناء بالكامل.

## إحصائيات

### الرسوم البيانية
تُظهر الرسوم البيانية تطور الوباء بدءًا من 18 مارس 2020، وهو اليوم الذي كُشفت فيه الحالة الأولى في ميتابان.